# Aconitum napellus

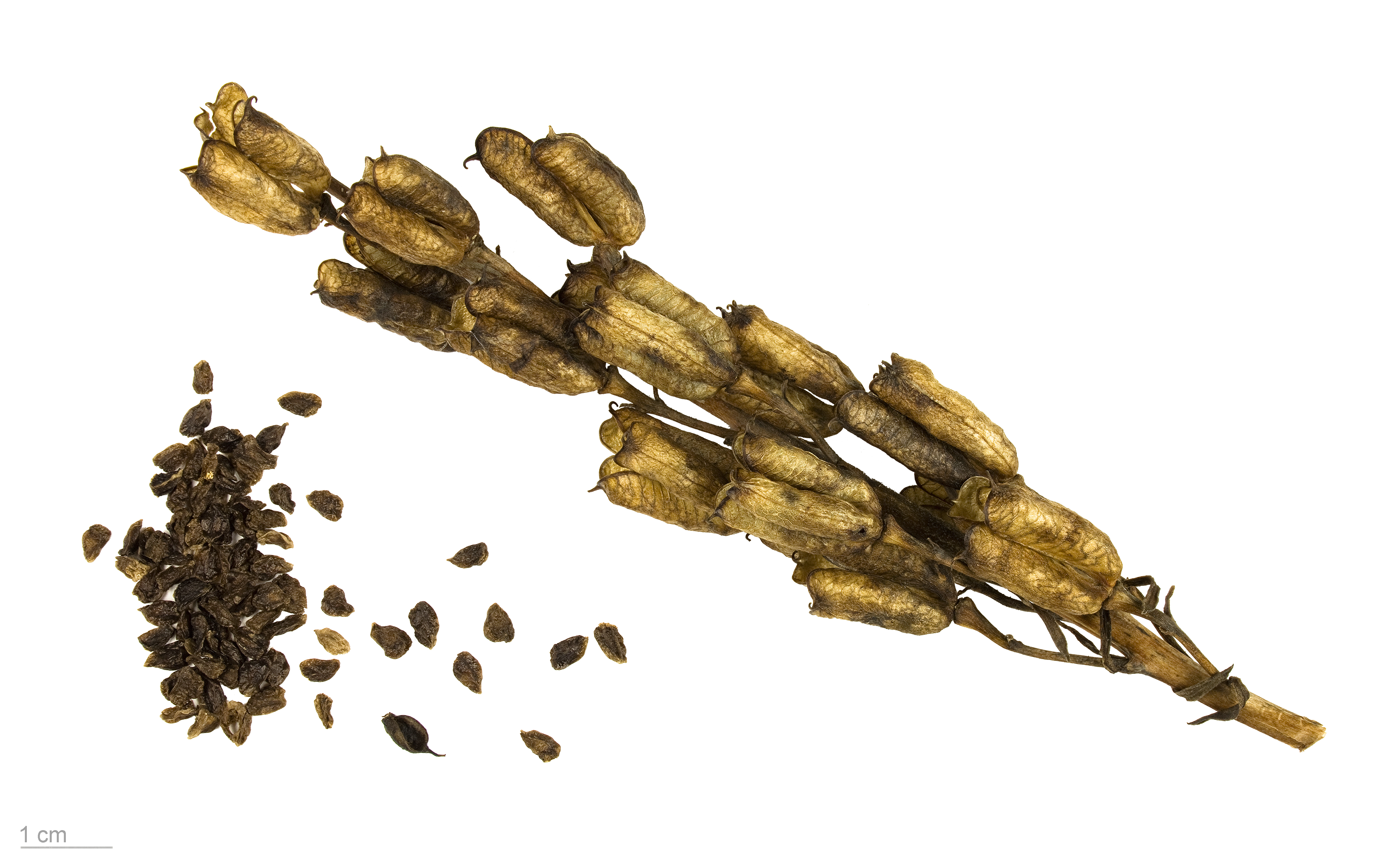
Aconitum napellus

Aconitum napellus este o specie de omag din familia Ranunculaceae, nativă din vestul și centrul Europei. Toate părțile plantei conțin aconitină și alți alcaloizi foarte toxici.

## Caracteristici
Este o plantă perenă ce crește până la 1m înălțime, cu frunze și tulpini fără "perișori". Frunzele sunt rotunde, 5–10 cm diametrul lor, divizate palmat în 5 până la 7 segmente lobate. Florile sunt purpuriu închis, subțiri de forma unor căști de înălțime 1–2 cm.

## Subspecii
Nouă subspecii sunt acceptate de Flora Europaea:
- Aconitum napellus subsp. napellus.  Anglia sud-vestică.
- Aconitum napellus subsp. corsicum (Gáyer) W.Seitz. Corsica.
- Aconitum napellus subsp. firmum (Rchb.) Gáyer. Europa centrală și de est.
- Aconitum napellus subsp. fissurae (Nyár.) W.Seitz. Balcanii și Rusia sud-vestică
- Aconitum napellus subsp. hians (Rchb.) Gáyer. Europa centrală.
- Aconitum napellus subsp. lusitanicum Rouy. Europa sud-vestică.
- Aconitum napellus subsp. superbum (Fritsch) W.Seitz. Balcanii de vest.
- Aconitum napellus subsp. tauricum (Wulfen) Gáyer. Alpii estici, carpații sudici.
- Aconitum napellus subsp. vulgare (DC.) Rouy & Foucaud. Alpii, Pirineii, Spania de nord.

Plantele native din Asia și America de nord trecute înainte ca A.napellus sunt acum tratate ca specii diferite.
Plantele sunt cultivate în grădini în zonele temperate pentru inflorescențele lor asemănătoare cu niște țepi ce înfloresc la începutul verii și pentru frunzișul lor atractiv.

## Utilizare
Ca celelalte specii din gen, este foarte otrăvitoare, generând într-atât de multă otravă cardiacă încât să poată fi folosită în timpuri vechi pentru a unge vârful sulițelor și al săgeților.
A fost folosit în etno-medicină în concentrații scăzute în medicina tradițională chineză pentru a trata "răceala", în general "nebunia" și "deficiența Yang".
Aconite este un medicament homeopat făcut din Aconitum napellus.